# Etta Candy

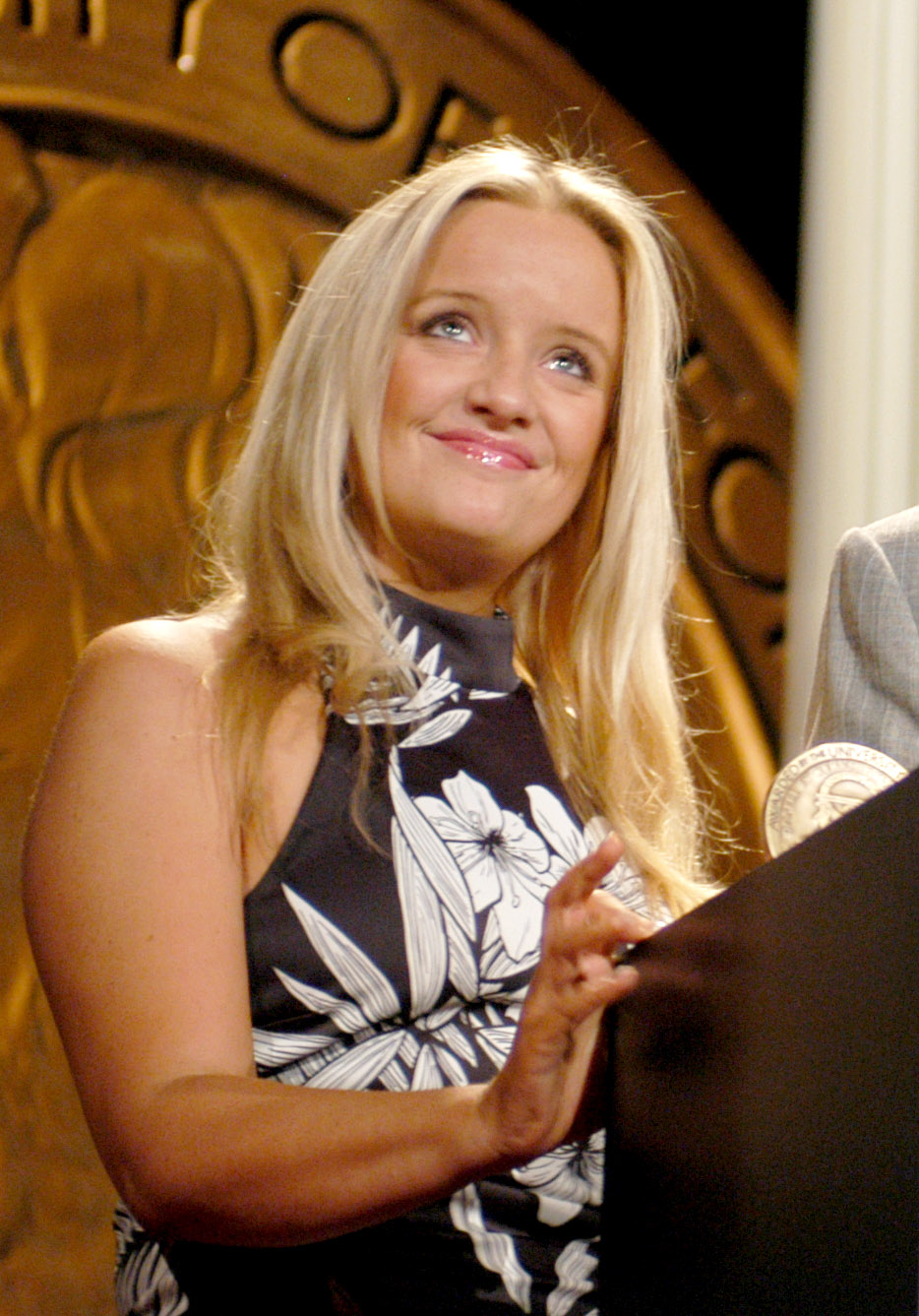
Lucy Davis (2004) actriz que interpreta a Etta Davis

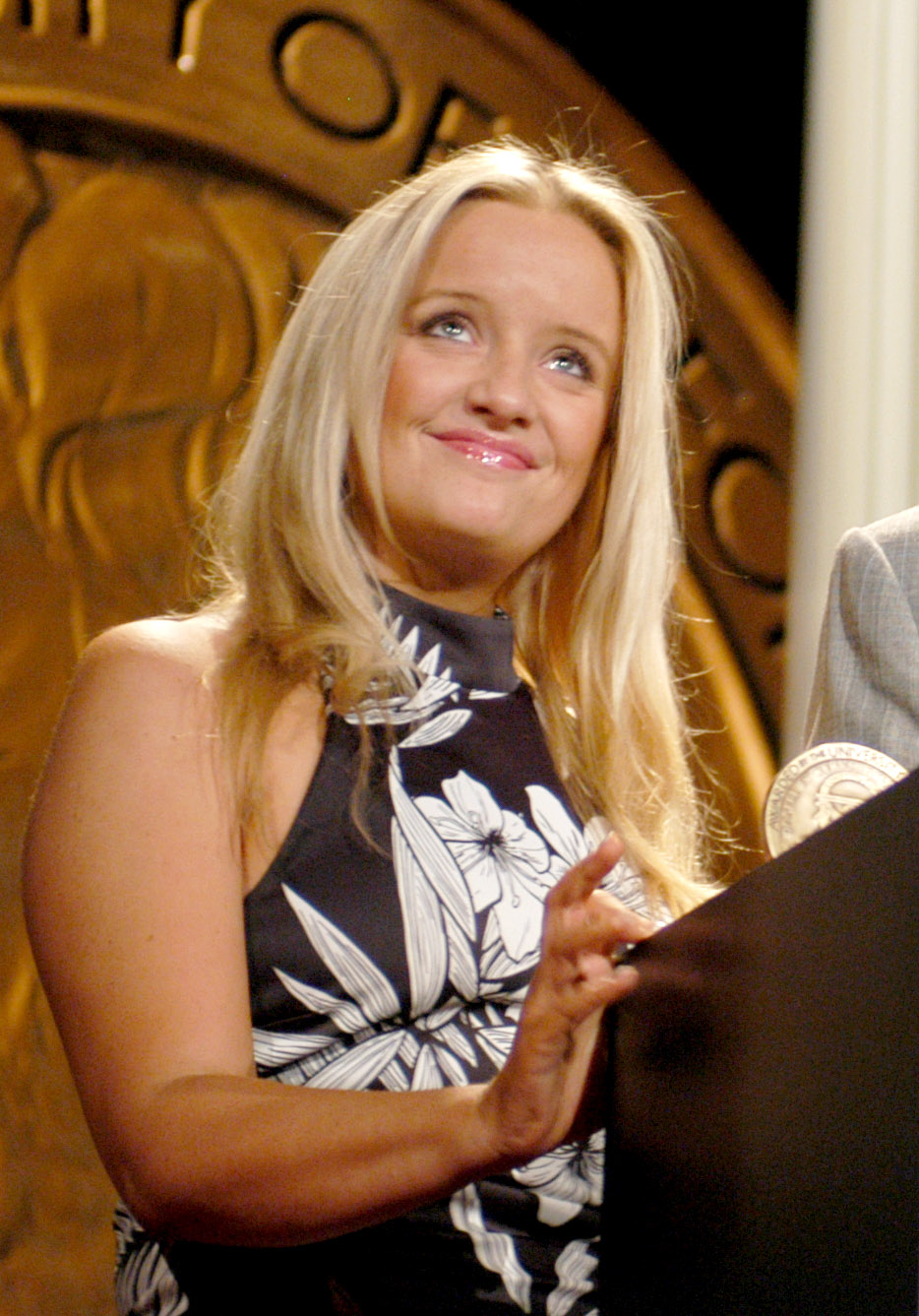
Lucy Davis (2004) actriz que interpreta a Etta Candy

Etta Candy es un personaje ficticio que aparece en publicaciones de DC Comics y medios relacionados, comúnmente como la mejor amiga de la superheroína Wonder Woman. Etta, una joven enérgica y vivaz con una actitud despreocupada, apareció por primera vez en Sensation Comics # 2 (1942), escrito por el creador de Wonder Woman, William Moulton Marston.
Inscrita en el ficticio Holliday College for Women (y a menudo acompañada por sus compañeras de estudios, "las Holliday Girls"), Etta se convertiría en una característica constante de las aventuras de la Edad de Oro de Wonder Woman, funcionando efectivamente como la valiente compañera de la heroína y su mejor amiga en Mundo del Hombre. Orgullosa sin disculpas de su figura de talla grande (y expresada sobre su amor por los dulces), "la apariencia de Etta contrastaba con las mujeres esbeltas y con cintura de avispa que aparecen en la mayoría de los cómics, y Etta fue una líder valiente y heroica que siempre fue en medio de la pelea junto a su amiga Wonder Woman".
Aunque apareció con menos frecuencia en la Edad de Plata y Bronce, Etta fue una presencia recurrente en el elenco de reparto de Wonder Woman en ambos períodos. Ella sería reimaginada en marzo de 1987 por el escritor y artista de cómics George Pérez como parte de su reinicio de los mitos de Wonder Woman. Esta versión, una excapitana de la Fuerza Aérea y oficial de inteligencia, apareció constantemente a lo largo de las aventuras post-Crisis de Wonder Woman.
Beatrice Colen interpretó al personaje en la serie Wonder Woman de la década de 1970. Etta hizo su debut cinematográfico en DC Extended Universe en la película de 2017, Wonder Woman, interpretada por Lucy Davis.

## Historia del personaje

### Edad de oro
En su introducción de la década de 1940, Etta Candy es una mujer enfermiza y desnutrida que Wonder Woman descubre en un hospital local. [Tenga en cuenta que esta versión es de la tira cómica Wonder Woman y está escrita después de la primera aparición de Etta en los cómics.] La próxima vez que se la vea, Etta se transforma en una joven enérgica y rotunda que tiene un gran amor por los dulces. Cuando Wonder Woman le pregunta qué causó su repentina salud y su tamaño bastante grande, Etta le dice que se rejuveneció al comer muchos dulces. Con su nueva confianza, Etta Candy poco después lidera la hermandad ficticia Beeta Lambda en Holiday College y ayuda a Wonder Woman en sus aventuras, primero con otras cien chicas ayuda a Wonder Woman a hacerse cargo de la base nazi de la Doctora Poison sin poner en peligro a Steve. A lo largo de sus aventuras con Wonder Woman, es conocida por su entusiasmo, su amor por los dulces y por su marca registrada "¡Woo! ¡Woo!" (Un eslogan derivado, en parte, de exclamaciones asociadas con el actor cómico Hugh Herbert y Curly Howard de Los Tres Chiflados. Se sabe que otras versiones del personaje dicen "¡Woo! ¡Woo!" Y, según al menos una versión, es un grito de hermandad de mujeres en Holiday College.) Otras características familiares incluyeron su auto chatarra apodado Esmerelda, y una variedad de interjecciones atrevidas, como: "¡Por el amor del chocolate!".
Su padre, "Hard Candy", y su madre, Sugar Candy, vivían en el rancho Bar-L en el Condado de Brazos, Texas, que proporcionaba el escenario para aventuras con temática de vaqueros. Se demostró que tenía un hermano llamado Mint Candy que se desempeñó como soldado en el ejército de los EE. UU. Holiday College fue el escenario de historias impulsadas por la ciencia y fue en el cercano "Starvard" (acrónimo de Stanford y Harvard), donde estudió su novio, el desgarbado pero muy cariñoso "Oscar Sweetgulper". Se demostró que era valiente e incluso irrumpió en un campo de concentración nazi armada con nada más que una caja de dulces para rescatar a los niños capturados. También fue recibida por la gente de Wonder Woman, las Amazonas de Themyscira e incluso invitada a sus festivales. Ella era consciente de su peso, pero nunca dejó que le molestara. Incluso bromeó al respecto cuando las Amazonas le preguntaron si le gustaría unirse a uno de sus eventos deportivos.

### Edad de Plata y Bronce
Cuando Robert Kanigher se convirtió en escritor y editor de las aventuras de Wonder Woman, hizo poco uso de Etta Candy y las Holiday Girls. Cuando lo hizo, retrató a Etta como una chica insegura y consciente del peso que seguía pero nunca dirigía a las chicas de su hermandad. Esto contrastaba fuertemente con la caracterización de Marston de un líder atrevido, atrevido y bromista. A pesar de algunas apariciones después de que Kanigher la reintrodujera en 1960 (Wonder Woman # 117), Candy se quedó en el limbo durante décadas.
Etta Candy fue revivida veinte años después en 1980 (Wonder Woman # 272), junto con Steve Trevor y el general Phil Darnell. En los años transcurridos desde su última aparición, Candy no solo se había graduado de Holiday College, sino que se había convertido en teniente y estaba disponible para darle la bienvenida a Wonder Woman a su antiguo trabajo como oficial de la Fuerza Aérea, Diana Prince, algo que no había hecho desde 1968. La teniente Candy apareció como secretaria de Darnell y como compañera de cuarto de Diana. A pesar de haber sido amiga de Wonder Woman años antes, Candy nunca había conocido a Diana Prince ni se había enterado de su identidad secreta. Por lo tanto, desde el punto de vista de Candy, ella y Prince se conocieron por primera vez cuando Prince regresó a la Fuerza Aérea.
Seguía siendo retratada como insegura y consciente de su peso y, aunque ya no decía "por el amor al chocolate", se sabía que juraba por Betty Crocker. También cocinaba la mayor parte entre ella y su compañera de cuarto. Su familia no se expandió tanto como la familia de su encarnación de la edad de oro, aunque sí comentó que era de una familia numerosa y tenía una sobrina llamada Suzie. Su interés amoroso era ahora un nerd, desesperadamente torpe pero, sin embargo, muy cariñoso Howard Huckaby.
En una aventura, Etta fue secuestrada por satanistas influenciados por Klarion the Witch Boy y enviada al infierno, donde Wonder Woman y Etrigan el Demonio tuvieron que viajar para salvarla, aunque ella permaneció narcotizada y catatónica durante todo el calvario.
En los años previos a Crisis on Infinite Earths (1986), los escritores Dan Mishkin y Mindy Newell llevaron a Etta en una dirección diferente. Ella mostró más confianza e incluso se convirtió en Wonder Woman por una noche, luchando contra Cheetah, Angle Man, Captain Wonder y Silver Swan. Huckaby, quien para entonces estaba convencido por varios números de que su novia era la heroína titular del cómic, usó la máquina del Dr. Psycho que podía convertir sus sueños en realidad para que el mundo viera a Etta como él la veía. Después de que la amazónica "Wonder Etta" derrotara a los villanos, ella y otros vieron que ella era su Wonder Woman.

### Edad Moderna
Después de la renovación de Wonder Woman de Greg Potter - George Pérez en 1987, Etta se vinculó románticamente con Steve Trevor, quien finalmente se casó con él, quien ya no era el interés amoroso de Diana.
Un oficial de carrera de la Fuerza Aérea, Etta se desempeñó como asistente de Steve Trevor cuando fue acusado de traición como parte del plan de Ares para desencadenar una guerra global. Etta se dedicó ferozmente a sus amigos, y su fe en la inocencia de Steve lo ayudó a limpiar su nombre, a pesar de que los dos se convirtieron temporalmente en fugitivos mientras ayudaban a Wonder Woman a derrocar los planes de Ares. Mientras huían, Steve y Etta se dieron cuenta de su amor mutuo. Una pareja feliz, siguieron siendo amigos de Wonder Woman.
Sintiéndose insegura por su peso, Etta desarrolló un trastorno alimentario que se mantuvo en secreto para sus amigos. Pudo perder 20 libras, pero a expensas de su salud. Cuando finalmente colapsó debido a la falta de comida frente a Wonder Woman mientras se probaba vestidos de novia, Diana le aconsejó que se cuidara mejor y mantuviera una dieta sensata. Desde ese momento, Etta ha recuperado su peso original.
Etta y Steve desaparecieron en gran medida de las páginas de Wonder Woman durante la carrera del escritor / artista John Byrne, y desde entonces aparecieron con poca frecuencia. Apareció una vez que Diana perdió su título real durante la carrera del escritor Phil Jiménez como su amiga de apoyo habitual, pero se la describió como todavía insegura por su gran peso y aprensiva por su matrimonio con Steve.
La escritora Gail Simone luego reintrodujo a Etta Candy como una oficial de inteligencia solicitada por Sarge Steel para informar sobre Diana Prince y sus asociaciones. Esto tuvo lugar después de la Crisis infinita que alteró los orígenes de Diana y hasta cierto punto los orígenes de su reparto secundario. Etta permaneció casada con Steve Trevor y era una amiga cercana de Diana y también conocía la identidad dual de Diana. Se desconoce el alcance total de su historia con Diana después de la nueva continuidad de DCU.
Etta se unió a Wonder Woman en el mundo natal de Khund para convencer a una raza alienígena llamada 'Ichor' de que detuviera sus ataques. Tuvo éxito pero regresó a la Tierra solo para ser torturada por la villana Genocide, dejándola en estado de coma. Finalmente recuperó la conciencia en el hospital en algún momento durante los siguientes números, y después de implorar a Diana que no se sintiera culpable por su tortura a manos de Genocide, reveló que fue reclutada como agente por Mr. Terrific y Green Lantern como parte de la observación de la Autoridad de las Naciones Unidas de la D.M.A. tres años antes.

### The New 52
En septiembre de 2011, The New 52 reinició la continuidad de DC. En esta nueva línea de tiempo, Etta Candy apareció en el nuevo título de la Liga de la Justicia como la secretaria de Steve Trevor. Ahora era afroamericana y la representaban como una joven y ambiciosa, parecida a la Etta interpretada por Tracie Thoms en el piloto no emitido de la Mujer Maravilla de David E. Kelly. Trevor pronto llegó a confiar en Etta, admitiendo sus secretos que guardaba cerca de sí mismo, como estar enamorado de Wonder Woman.
Durante la historia de Maldad Eterna, Steve Trevor regresó a las ruinas de la sede de A.R.G.U.S. en Washington D. C., donde Etta Candy le dijo que la destrucción fue causada por un pico masivo en el cuerpo del Doctor Luz donde las energías emitidas expusieron a los agentes de A.R.G.U.S. Más tarde, Etta Candy fue abordado por una manifestación energética del Doctor Luz.

### Renacimiento
Después de los eventos de Rebirth, Etta Candy continuó trabajando con Steve Trevor, pero fue ascendida a Comandante Candy. Los flashbacks a lo largo de la historia revelaron que Etta se hizo amiga de la Dra. Barbara Minerva antes de convertirse en Cheetah y desarrolló sentimientos románticos por ella, que se suponía que Barbara había regresado. Más tarde se hace referencia a Etta por trabajar en estrecha colaboración con A.R.G.U.S., un grupo gubernamental experto en lidiar con lo sobrehumano y lo sobrenatural.

## Otras versiones

### Siete soldados
El escritor Grant Morrison usó una versión antigua de Etta como consejera en el primer número de Seven Soldiers: Zatanna y la mostró como oradora en una convención en Seven Soldiers: Bulleteer.

### Tierra-Dos
Durante la era previa a la crisis de DC Comics, se revivieron las versiones de la Edad de Oro de sus personajes. Se dijo retroactivamente que habían vivido en una dimensión alternativa denominada Tierra-Dos, lo que explica por qué la Mujer Maravilla regular y su elenco secundario podían parecer jóvenes a pesar de que la "original" Mujer Maravilla había aparecido décadas antes. Etta Candy no fue una excepción, aunque su yo de la Tierra Dos difería ligeramente de su yo de la Edad Dorada. Por ejemplo, se le mostró trabajando para el ejército en lugar de ser una estudiante universitaria. (Así se hizo con el fin de atar en los populares de la serie de televisión Mujer Maravilla que se creó en la década de 1940 con el fin de utilizar aventuras de la época dorada de la heroína titular. (Mujer Maravilla Vol. 1 # 229)) Con el fin de armonizar las dos versiones, más tarde se explicó que esta Etta Candy era una estudiante universitaria pero había dejado sus estudios en espera para servir a su país. Al final de la guerra, reanudó sus estudios y se convirtió en dietista. Las apariciones posteriores de Etta Candy de la Tierra Dos muestran que ella es mucho más fiel a su yo de la Edad de Oro.

### Superman y Batman: Generaciones
Ella hace una aparición en la miniserie Superman & Batman: generaciones de John Byrne. Generaciones adopta un enfoque diferente del ejemplo mencionado anteriormente al imaginar un mundo en el que los superhéroes envejecen en tiempo real en relación con su apariencia original en los cómics. Por lo tanto, en 1953 Etta Candy está felizmente casada con Oscar Sweetgulper, su novio de la Edad de Oro, y es la Sra. Etta Candy Sweetgulper.

### Wonder Woman: Amazonia
Ella aparece en Wonder Woman: Amazonia, una historia de Wonder Woman ambientada en la Gran Bretaña victoriana. Allí, Etta creció como una huérfana hambrienta, sin hogar y desamparada en las calles de Londres. Su única amiga era Diana, la niña que se convertiría en Wonder Woman. Después de que crecieron y a Diana le ofrecieron un trabajo en el mundo del espectáculo mostrando su gran fuerza, Etta se despidió de su amiga. Se casó con un militar, pero se vio obligada a dedicarse a la prostitución para sobrevivir después de que él se tomara la bebida y la abandonara. Cuando ella y Diana se reunieron años más tarde, logró conseguir un trabajo como niñera para los hijos de Diana, uno de los cuales se llamaba Etta en honor a la mejor amiga de su madre. En el clímax de la historia, el villano intenta secuestrar a las hijas de Wonder Woman (entre otras cosas) pero Etta las rescata valientemente.

### Wednesday Comics
Etta aparece como un personaje secundario importante en la historia de Wonder Woman serializada en Wednesday Comics. En la realidad alternativa que aparece en la historia, Etta es una adolescente que se hace amiga de la joven Diana cuando llega por primera vez a Estados Unidos. Etta es finalmente secuestrada por la otra amiga de Diana, Priscilla Rich, y es utilizada como cebo en una trampa tendida por Doctor Poison. Con Etta atada y amordazada por Priscilla, Poison intenta usarla como sujeto de prueba para sus químicos, solo para ser derrotada cuando Diana llega y rescata a su amiga.

### Convergencia: Wonder Woman
Una versión anterior a la crisis de Etta aparece en "Convergence: Wonder Woman". Ella alerta a Wonder Woman sobre un culto del fin del mundo que ha surgido de los eventos de Convergence. Ella intenta salvar a Wonder Woman de los fanáticos seguidores, pero el vampiro Joker del universo Red Rain se la lleva. Wonder Woman la encuentra mordida y drenada, aunque posteriormente se convierte en vampiro al servicio del Joker. Ella muere cuando Steve Trevor, también convertido en vampiro, se resiste al control del Joker y los sumerge a ambos en un profundo abismo abierto durante la batalla.

### Sensation Comics con Wonder Woman
En "Ghosts and Gods" de Neil Kleid, su adición a la colección colaborativa "Sensation Comics con Wonder Woman Volume 1", Etta es vista como una compañera activa de la princesa amazónica, ayudándola a asaltar la fortaleza de Ra's Al Ghul. Etta muestra habilidad con un gancho de agarre durante la aventura. Etta no puede decir mucho por sí misma, porque cuando la pareja es capturada, "Deadman" habita en su cuerpo para ayudar a Wonder Woman a completar la misión.

### The All-New Batman: The Brave and the Bold
Etta hace una aparición en la versión de cómic de Batman: The Brave and the Bold.

### Mujer Maravilla: Tierra Uno
Etta aparece en Wonder Woman: Earth One, pero se llama Beth. Ella es similar a la versión Pre-Crisis Tierra-Dos, siendo una joven enérgica y regordeta y la cabeza de las Holiday Girls. Parece ser lesbiana (o posiblemente bisexual), ya que está intrigada por las historias de Wonder Woman sobre Themyscira, una isla llena de mujeres, pero sus actitudes la desaniman ya que "estropean [su] fantasía". Ella y las Holiday Girls también diseñaron el disfraz de Wonder Woman. Acompañó a Wonder Woman y Steve Trevor a Themyscira para el juicio de Wonder Woman para defenderla; todas las demás amazonas (excepto Hippolyta) estaban disgustadas por su apariencia.

### La leyenda de la Mujer Maravilla
Etta Candy aparece como un personaje secundario importante en este relato alternativo del origen de Wonder Woman. Las Holliday Girls también aparecen en papeles secundarios.

### Temporada Once de Smallville
Etta Candy aparece como teniente de la Fuerza Aérea de los Estados Unidos. Fue descrita como una excelente piloto y fue elegida para escoltar a la reina Hippolyta de regreso a Themyscira. Ella llamó a su avión el "avión invisible".

## En otros medios

### Televisión
- Beatrice Colen interpretó a Etta en la primera temporada de Wonder Woman, que se emitió entre 1976 y 1977 en ABC. Fue la secretaria del general Phil Blankenship en esta serie de televisión. Esta versión del personaje era más regordeta que obesa. Aunque todavía estaba claramente allí para brindar un alivio cómico, el programa decidió no burlarse de su peso. En cambio, los escritores la retrataron como una mujer de inteligencia muy limitada.[21]
- Tracie Thoms interpretó a Etta en el piloto no emitido de Wonder Woman de 2011 de David E Kelley.[22]

### Película
- Etta Candy aparece en la película animada directa a DVD, Wonder Woman, con la voz de la actriz Julianne Grossman, nacida en California. En esta película, Etta es una secretaria delgada de Steve Trevor, quien descaradamente usa su encanto femenino con su colega para disgusto de Diana.
- Etta Candy es interpretada por Lucy Davis en la película Wonder Woman de 2017, en la primera aparición teatral de acción en vivo del personaje.[23] En esta versión, se la retrata como pelirroja en lugar de rubia y es británica en lugar de estadounidense y es la secretaria de Steve Trevor. En Wonder Woman 1984 (2020), se ve a una anciana Etta en una fotografía con Diana cerca de la costa de la ciudad de Nueva York, lo que implica que siguieron siendo buenas amigas.
- Etta Candy aparece en la película animada Wonder Woman: Bloodlines como una afroamericana abiertamente lesbiana, con la voz de Adrienne C. Moore.[24]

### Videojuegos
- En el videojuego Justice League Heroes, uno de los edificios es un restaurante llamado "Etta's" que incluye una imagen clásica del personaje.
- En Scribblenauts Unmasked: A DC Comics Adventure, tres versiones de Etta Candy se encuentran entre los miles de personajes que pueden ser convocados por el jugador.